# ムバーラク・アリー・ハーン2世
ムバーラク・アリー・ハーン2世（Mubarak Ali Khan II, 1810年9月29日 - 1838年10月3日）は、東インドのベンガル太守 （在位：1824年 - 1838年）。イフティシャーム・ウッダウラ（Ihtisham ud-Daula）、フマーユーン・ジャー（Humayun Jah）とも呼ばれる。

## 生涯
1810年9月29日、ベンガル太守（このときはまだ太守ではない）アフマド・アリー・ハーンの息子として生まれた。
1824年10月30日、父アフマド・アリー・ハーンは死亡し、息子のムバーラク・アリー・ハーン2世が太守位を継承した。
1838年10月3日、ムバーラク・アリー・ハーン2世は死亡し、息子のマンスール・アリー・ハーン が太守位を継承した。